# سی-سپن
سی-سپن (انگلیسی: C-SPAN) (‎/ˈsiːspæn/‎), سرنامی است برای شبکه امور عمومی ماهواره‌ای-کابلی (به انگلیسی: Cable-Satellite Public Affairs Network)، که یک شبکه تلویزیونی کابلی و ماهواره‌ای آمریکایی است که در سال ۱۹۷۹، توسط صنعت تلویزیون به عنوان خدمتی عمومی ایجاد شد. سی-سپن بسیاری از مذاکرات دولت فدرال آمریکا و سایر امور عمومی را پخش می‌کند.